# Milltown (Nova Jersey)
Milltown és una població dels Estats Units a l'estat de Nova Jersey. Segons el cens del 2008 tenia 6.965 habitants.

## Demografia
Segons el cens del 2000, Milltown tenia 7.000 habitants, 2.627 habitatges, i 1.943 famílies. La densitat de població era de 1.721,5 habitants/km².
Dels 2.627 habitatges en un 31,7% hi vivien nens de menys de 18 anys, en un 60,9% hi vivien parelles casades, en un 9,9% dones solteres, i en un 26% no eren unitats familiars. En el 21,4% dels habitatges hi vivien persones soles el 9,7% de les quals corresponia a persones de 65 anys o més que vivien soles. El nombre mitjà de persones vivint en cada habitatge era de 2,66 i el nombre mitjà de persones que vivien en cada família era de 3,12.
Per edats la població es repartia de la següent manera: un 22,9% tenia menys de 18 anys, un 6,8% entre 18 i 24, un 29,5% entre 25 i 44, un 25,1% de 45 a 60 i un 15,7% 65 anys o més.
L'edat mediana era de 40 anys. Per cada 100 dones de 18 o més anys hi havia 90,2 homes.
La renda mediana per habitatge era de 68.429 $ i la renda mediana per família de 77.869 $. Els homes tenien una renda mediana de 50.338 $ mentre que les dones 38.220 $. La renda per capita de la població era de 29.996 $. Aproximadament l'1,3% de les famílies i el 2,3% de la població estaven per davall del llindar de pobresa.

## Poblacions més properes
El següent diagrama mostra les poblacions més properes.